# Atlantic Championship

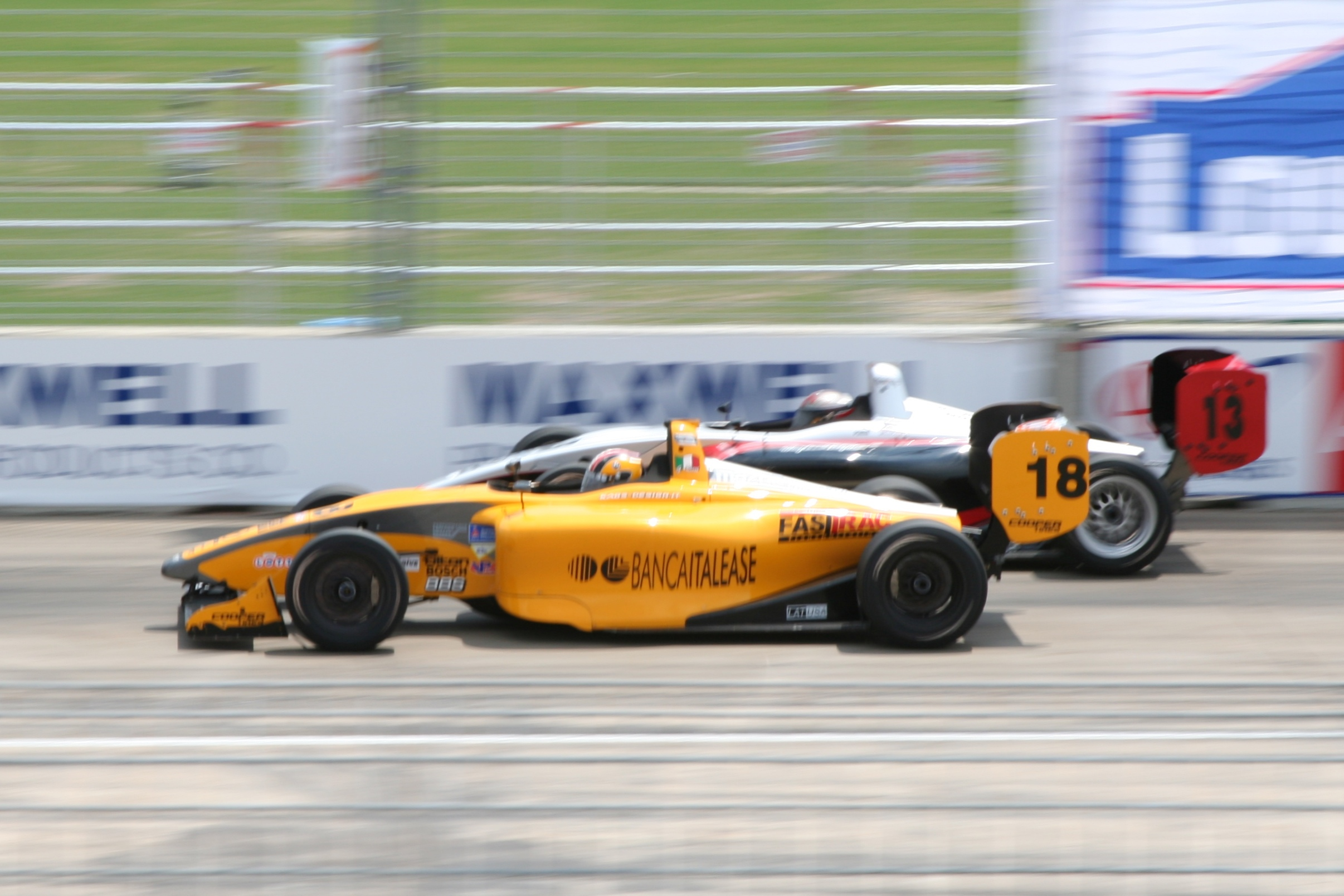
Formule Atlantic à Houston en 2007

La Formule Atlantic (officiellement dénommée Atlantic Championship) est un championnat nord-américain de voitures de courses de type monoplaces, propulsées par des moteurs de 2,3 L développant environ 300 ch, équipées d'ailerons avant et arrière. Il s'agit d'une des principales formules de promotion en Amérique du Nord avec l'Indy Lights. Le calendrier comprend des épreuves d'une distance variant entre 100 et 150 km, disputées sur des circuits routiers, urbains et ovales.

## Historique
Émanation de l'ancien championnat de Formule B, le championnat de Formule Atlantic a été créé en 1974 au Canada par le Canadian Automobile Sport Clubs, sous le nom de Player’s Challenge Series. À partir de 1978, le championnat s'étend à l'ensemble de l'Amérique du Nord (en 1976, un championnat avait été organisé aux États-Unis, sous l'égide de l'IMSA).
En 1983, le championnat prend une dimension internationale (il se voit rebaptisé pour l'occasion Formula Mondial), et est d'ailleurs organisé pour la première fois sous l'égide de la FIA. Mais l'expérience met en péril l'équilibre même du championnat, qui disparaît à la fin de la saison.
La Formule Atlantic renaît dès 1984, avec la formation de la West Coast Atlantic Racing. Puis à partir de 1985, un autre championnat, la East Coast Atlantic Racing, est créé. La cohabitation amicale entre les deux championnats dure jusqu'en 1991 et le retour d'un championnat unifié.
Depuis, la Formule Atlantic était considérée comme l'antichambre du Champ Car, la plupart des épreuves étaient organisées en lever de rideau des épreuves de ce championnat (les dirigeants étaient également propriétaires de la série Champ Car). Mais en février 2008, la fusion du Champ Car avec l'IndyCar Series met fin à la relation entre les deux séries. Le Champ Car disparaît purement et simplement et à partir d'avril 2008, le championnat Atlantic fonctionne de manière autonome.
Le 3 mars 2010, le championnat est suspendu pour la saison 2010. Il reprend ses droits en 2012.

## Palmarès
| Formule Atlantique - Canada - 1974 : Bill Brack - 1975 : Bill Brack - 1976 : Gilles Villeneuve - 1977 : Gilles Villeneuve |  | Formule Atlantique - États-Unis - 1976 : Gilles Villeneuve |

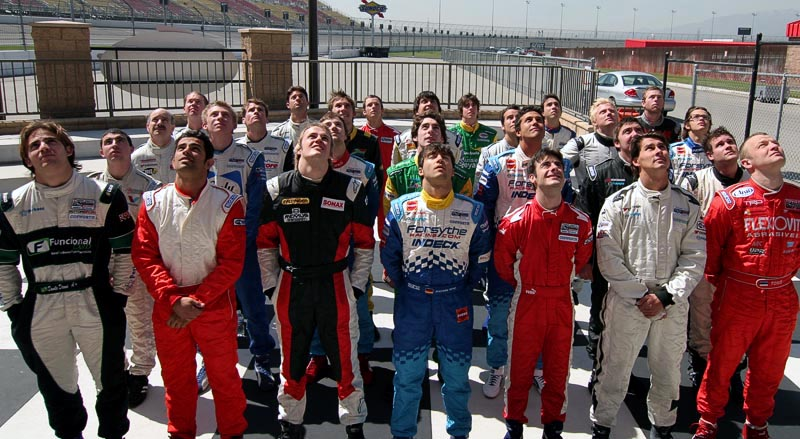
Photo de groupe des pilotes de la saison 2006 de Champ Car Atlantic sur le California Speedway

Formule Atlantique - Amérique du Nord
- 1978 :  Howdy Holmes
- 1979 :  Tom Gloy
- 1980 :  Jacques Villeneuve Sr
- 1981 :  Jacques Villeneuve Sr
- 1982 :  Dave McMillan

Formule Mondial
- 1983 :  Michael Andretti

| Formule Atlantique - Division Pacifique - 1984 : Dan Marvin - 1985 : Jeff Wood - 1986 : Ted Prappas - 1987 : Johnny O'Connell - 1988 : Dean Hall - 1989 : Hiro Matsushita - 1990 : Mark Dismore |  | Formule Atlantique - Division Atlantique - 1985 : Michael Angus - 1986 : Scott Goodyear - 1987 : Calvin Fish - 1988 : Steve Shelton - 1989 : Jocko Cunningham - 1990 : Brian Till |

Formule Toyota Atlantique
- 1991 :  Jovy Marcelo
- 1992 :  Chris Smith
- 1993 :  David Empringham
- 1994 :  David Empringham
- 1995 :  Richie Hearn
- 1996 :  Patrick Carpentier
- 1997 :  Alex Barron
- 1998 :  Lee Bentham
- 1999 :  Anthony Lazzaro
- 2000 :  Buddy Rice
- 2001 :  Hoover Orsi
- 2002 :  Jon Fogarty
- 2003 :  A.J. Allmendinger
- 2004 :  Jon Fogarty
- 2005 :  Charles Zwolsman

Champ Car Atlantic
- 2006 :  Simon Pagenaud
- 2007 :  Raphael Matos

Atlantic Championship
- 2008 :  Markus Niemela
- 2009 :  John Edwards

SCCA Pro Racing Atlantic Championship Series
- 2012 :  David Grant
- 2014 :  Daniel Burkett
- 2015 :  Keith Grant
- 2016 :  Ryan Norman